# 孙正傲
孙正傲（1994年3月8日—），是一名中国足球运动员，现效力中国足球协会超级联赛球队浙江队，司职后卫。

## 俱乐部生涯
孙正傲早期在家乡的青岛海牛足球学校受训，之后加盟杭州绿城梯队。2011年，石柯随杭州绿城梯队组建浙江全运队以温州葆隆的名义参加2011年中国足球乙级联赛。他在2011赛季得到10次联赛出场机会。
2012年，他被新任主教练冈田武史提升到一队征战2012年中国足球超级联赛。2012年6月26日，孙正傲在2012年中国足协杯第三轮杭州绿城3比0击败上海东亚的比赛中首发并踢满全场，首次代表杭州绿城出战。他在7月17日的足协杯第四轮再次得到首发机会，帮助杭州绿城2比1击败成都谢菲联晋级。他在2012赛季主要参加预备队联赛，没有在中超联赛出场。
2013赛季，孙正傲依然只能足协杯比赛中得到出场机会。5月22日，他在2013年中国足协杯第三轮杭州绿城1比0击败业余球队武汉宏兴的比赛踢满90分钟。8月7日，他在足协杯第五轮客场挑战卫冕冠军广州恒大的比赛中首发登场，但在比赛中将对手肖开提·亚力昆的射门挡入自家球门，最终杭州绿城在点球决胜中告负，被淘汰出局。。
2014年年7月，孙正傲被租借到中国足球甲级联赛球队北京理工半个赛季。
2015年2月，他租借加盟另一支中甲球队深圳宇恒一个赛季。

## 国家队生涯
孙正傲在2010年10月参加在乌兹别克斯坦举行的2010年亚足联U16青年锦标赛，他在中国国少队小组赛的前两场比赛得到首发机会，在第二场和阿联酋的比赛中被红牌罚下，最终中国1平2负小组赛即遭淘汰。2011年10月至11月，他在2012年亞足聯U19青年錦標賽資格賽中跟随中国国青队以2胜1平1负的成绩晋级正选赛，但他在资格赛最后一场对澳大利亚的比赛中恶意犯规被红牌罚下，使得时任国青队主帅的荷兰教练里克林克宣布不再使用他。不过，孙正傲最终还是入选国青队参加2012年亞足聯U19青年錦標賽的名单。他在小组赛最后两场都得到出场机会，但中国国青队小组三战皆负被淘汰出局。